# 杵築郵便局
杵築郵便局（きつきゆうびんきょく）は大分県杵築市にある郵便局。民営化前の分類では集配普通郵便局であった。

## 概要
住所：〒873-8799 大分県杵築市南杵築1671-3

### 分室
分室はなし。過去に存在した分室は以下のとおり。
- 保険分室 - 1954年（昭和29年）に廃止。簡易生命保険および郵便年金のみ取扱。

## 沿革
- 1872年8月4日（明治5年7月1日） - 杵築郵便取扱所として開設[1]。
- 1873年（明治6年） - 杵築郵便役所となる。
- 1875年（明治8年）1月1日 - 杵築郵便局（四等）となる。同年、為替取扱を開始。
- 1878年（明治11年）2月 - 貯金取扱を開始。
- 1892年（明治25年）2月16日 - 杵築郵便電信局となる。
- 1903年（明治36年）4月1日 - 通信官署官制の施行に伴い杵築郵便局となる。
- 1947年（昭和22年）3月11日 - 特定郵便局から普通郵便局に局種別改定[2]。
- 1948年（昭和23年）8月13日 - 速見郡杵築町新町に保険分室を設置[3]。
- 1954年（昭和29年）7月 - 局舎新築落成。
- 1954年（昭和29年）7月13日 - 保険分室を廃止。
- 1956年（昭和31年）10月11日 - 電話通話および和文電報受付事務の取扱を開始。
- 1977年（昭和52年）5月30日 - 杵築市杵築から、同市南杵築に局舎を新築、移転。
- 1992年（平成4年）9月27日 - 守江郵便局から集配業務を移管。
- 1999年（平成11年） - 外国通貨の両替および旅行小切手の売買に関する業務取扱を開始。
- 2006年（平成18年）10月8日 - 大田郵便局から集配業務を移管[4]。
- 2007年（平成19年）10月1日 - 民営化に伴い、併設された郵便事業杵築支店に一部業務を移管。
- 2012年（平成24年）10月1日 - 日本郵便株式会社発足に伴い、郵便事業杵築支店を杵築郵便局に統合。

## 取扱内容
- 郵便、印紙、ゆうパック、内容証明
- 貯金、為替、振替、振込、国際送金、国債、投資信託
- 生命保険、バイク自賠責保険、自動車保険
- ゆうちょ銀行ATM
- 杵築市内の一部地域の集配業務
- ゆうゆう窓口

## 周辺
- 杵築市役所
- 杵築消防署

## アクセス
- 大分交通バス 新道停留所下車
- 大分空港道路 杵築ICから南東へ約2km
- 駐車場あり：15台